# Polsingen
Polsingen är en kommun och ort i Landkreis Weißenburg-Gunzenhausen i Regierungsbezirk Mittelfranken i förbundslandet Bayern i Tyskland. Polsingen, som för första gången nämns i ett dokument från år 1298, har cirka 1 800 invånare.

## Administrativ indelning
Polsingen består av 9 Ortsteile.
| - Bergershof - Döckingen - Kohnhof - Kronhof - Mäuskreuth | - Oberappenberg - Polsingen - Trendel - Ursheim |